# Thẻ bấm lỗ
Một thẻ bấm lỗ là một mảnh giấy cứng được sử dụng để chứa thông tin kỹ thuật số đại diện bởi sự hiện diện hay không có lỗ. Các thông tin có thể là dữ liệu cho xử lý dữ liệu ứng dụng, hoặc được sử dụng để trực tiếp điều khiển máy móc tự động.
Thẻ bấm lỗ được sử dụng rộng rãi trong thế kỷ 20 là những dữ liệu xử lý ngành công nghiệp, ngày càng phức tạp được tổ chức như là dữ liệu đầu vào của hệ thống xử lý, hoặc được sử dụng để lưu trữ. Nhiều máy tính kỹ thuật số đầu tiên sử dụng thẻ bấm lỗ, thường sử dụng máy keypunch để tạo chương trình máy tính và dữ liệu.
Trong khi đấm thẻ đã lỗi thời, một số máy bỏ phiếu vẫn còn sử dụng thẻ bấm lỗ vào hồ sơ phiếu.

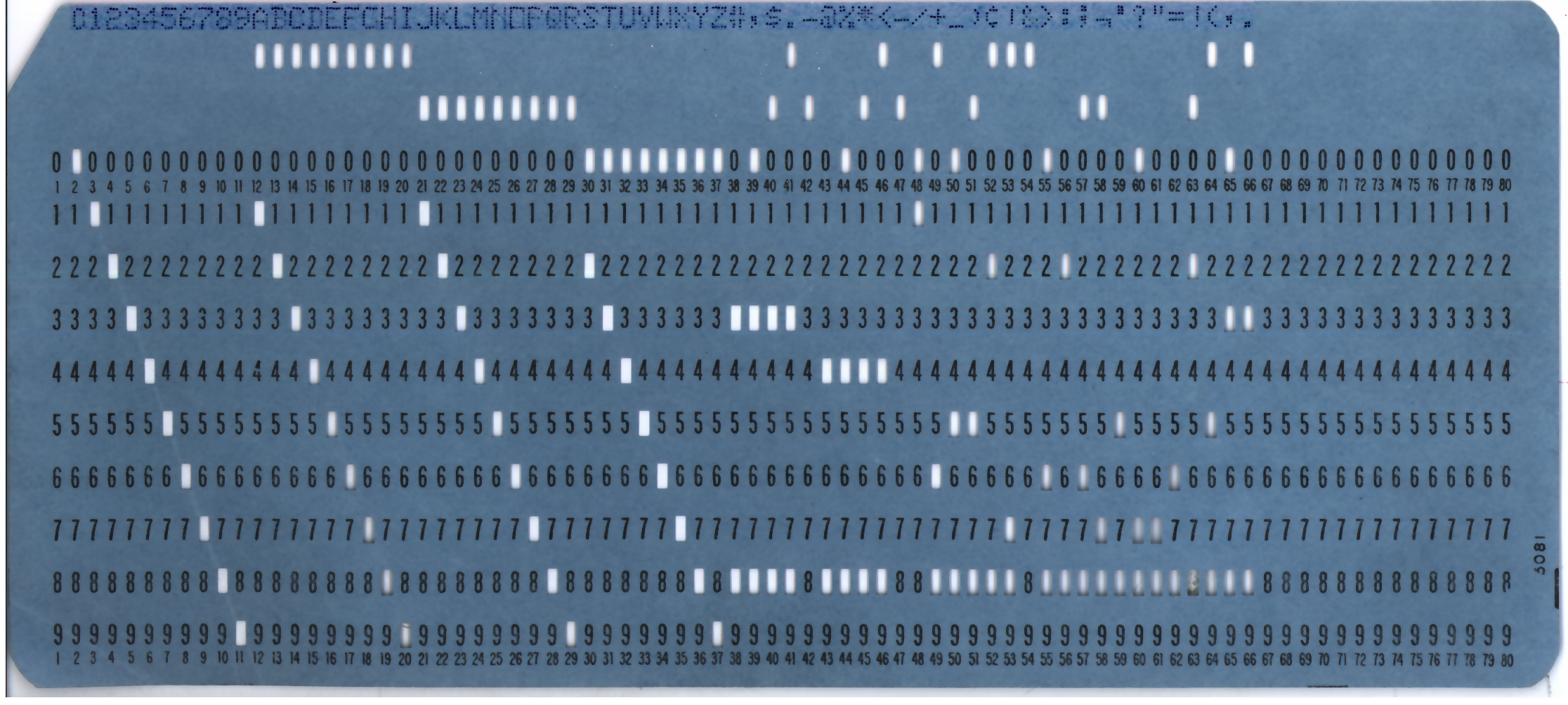
Một 80-cột thẻ được sử dụng rộng rãi trong thế kỷ 20. Kích thước của thẻ là trong × trong (187 mm × 83 mm)

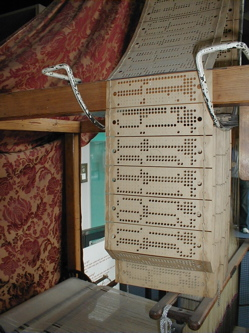
-Lên 8 × 26 lỗ đấm thẻ trên một Jaquard dệt

## Chuẩn
- CHUẨN INCITS 21-1967 (R2002), hình Chữ nhật, Lỗ trong Mười hai Hàng, Thẻ Đấm (trước đây ÁP X 3.21-1967 (R1997)) Xác kích thước và vị trí của lỗ hình chữ nhật trong mười hai hàng 3+1⁄4 inch (83 mm) thẻ đấm.
- CHUẨN X 3.11 – 1990 Mỹ tiêu Chuẩn Quốc gia Thông số cho mục Đích Chung Giấy Thẻ để Xử lý thông Tin
- CHUẨN X 3.26 – 1980/R1991) Tiêu Thẻ Đấm Mã
- ISO 1681:năm 1973 xử lý thông Tin – Unpunched giấy thẻ – Đặc điểm kỹ thuật
- ISO 6586:1980 dữ Liệu chế biến thực Hiện các chuẩn 7 và 8 - bit mã hoá nhân vật bộ trên thẻ đấm. Xác định ISO 7 và 8-nhân vật chút bộ trên thẻ đấm, cũng như các đại diện của 7 và 8-chút kết hợp vào ngày 12 hàng thẻ đấm. Có nguồn gốc từ, và tương thích với các Tiêu Mã, bảo đảm tương thích với hiện có thẻ đấm các tập tin.

## Thẻ thiết bị xử lý
- Keypunches
- Thẻ đấm vào/ra
- Đơn vị thiết bị ghi hình
- Máy bỏ phiếu